# Zhang Mengyu
Zhang Mengyu (11 agosto 1998) è una taekwondoka cinese.

## Palmarès
- Mondiali

Muju 2017: bronzo nei 67 kg.
Manchester 2019: oro nei 67 kg.
- Giochi asiatici

Giacarta 2018: bronzo nei 67 kg.
- Campionati asiatici

Ho Chi Minh 2018: oro nei 62 kg.